# HMS Gloucester (C62)
L'HMS Gloucester va ser un dels segons lots de tres creuers lleugers de classe Town construïts per a la Royal Navy a finals dels anys trenta. Comissionat poc abans de l'inici de la Segona Guerra Mundial a l'agost de 1939, el vaixell va ser assignat inicialment a l'estació de la Xina i va ser traslladat a l'oceà Índic i més tard a Sud-àfrica per buscar els atacs corsaris alemanys. Va ser transferida a la flota mediterrània a mitjans de 1940 i va passar gran part del seu temps escortant els combois de Malta. El Gloucester va fer papers menors a la batalla de Calàbria el 1940 i la batalla del Cap Matapan el 1941. Va ser enfonsat pels bombarders en picat alemanys el 22 de maig de 1941 durant la batalla de Creta amb la pèrdua de 722 homes d'una tripulació de 807. El Gloucester va adquirir el sobrenom de "The Fighting G" (El G Combatiu) després d'aconseguir cinc honors de batalla en menys d'un any.

## Disseny i descripció
Els creuers lleugers de la classe Town van ser dissenyats com a contraparts dels creuers japonesos de la classe Mogami  construïts durant la dècada de 1930 i l'últim lot de tres vaixells es va ampliar per acomodar més equips de control de foc i un blindatge més gruixut. El Gloucester va desplaçar 9.400 tones llargues (9.600 t) amb càrrega estàndard i 11.650 tones llargues (11.840 t) amb càrrega plena. El vaixell tenia una eslora de 180,3 m, una mànega de 19,0 m i un calat de 6,3 m. Estava alimentat per quatre conjunts de turbines de vapor amb engranatges Parsons, cadascuna d'ells conduint un eix, utilitzant vapor proporcionat per quatre calderes de 3 tambors de l'Almirallat. Les turbines donaven un total de 82.500 cavalls de força (61.500 kW) i li donaven una velocitat màxima de 32 nusos (59 km/h; 37 mph). El vaixell portava suficient fuel per donar-li una autonomia de 6.000 milles nàutiques (11.000 km; 6.900 milles) a 14 nusos (26 km/h; 16 mph). El complement del vaixell era de 800 a 815 oficials i mariners.
Els vaixells de la classe Town muntaven dotze canons BL de sis polzades (152 mm) Mk XXIII en quatre torretes de tres canons. Les torretes es van designar "A", "B", "X" i "Y" de davant a darrere. El seu armament secundari consistia en vuit canons QF de quatre polzades (102 mm) Mk XVI de doble propòsit en muntatges dobles. El seu armament antiaeri lleuger consistia en un parell de muntatges quàdruples per al canó AA de dues lliures (40 mm (1,6 polzades)) ("pom-pom") i dos muntatges quàdruples per a la metralladora Vickers AA de 0,5 polzades (12,7 mm). Els vaixells portaven dos muntatges triples sobre l'aigua per a torpedes de 21 polzades (533 mm).
Els Towns no tenien un cinturó de blindatge a la línia de flotació de longitud completa. Els costats de les sales de calderes i màquines del Gloucester i els laterals de les santabàrbares estaven protegits per 4,5 polzades (114 mm) de blindatge. La part superior dels dipòsits i els espais de màquines estaven protegits per 2 polzades (51 mm) de blindatge. El blindatge que protegia les torretes principals dels canons tenia un gruix d'1–2 polzades (25–51 mm).

## Construcció i carrera
Al Gloucester, el novè vaixell del seu nom per servir a la Royal Navy, se li va posar la quilla el 22 de setembre de 1936. Va ser avarat el 19 d'octubre de 1937 per la princesa Alícia, duquessa de Gloucester. Durant les proves al mar davant de la costa de Talland, Cornualla, el novembre de 1938, el creuer va registrar una velocitat mitjana amb un desplaçament estàndard de 31,92 nusos (59,12 km/h; 36,73 mph) contra la milla mesurada. Aquesta va ser la velocitat de prova més lenta registrada de nou vaixells de la classe, amb el Liverpool aconseguint la velocitat mitjana més alta a 33,05 nusos (61,21 km/h; 38,03 mph) davant de l'illa d'Arran. No obstant això, les proves a Talland generalment van donar lloc a velocitats més baixes que en altres llocs a causa de la seva poca profunditat que afectava l'eficiència de la propulsió.
Després de la finalització el 31 de gener de 1939, el vaixell va ser assignat com a vaixell insígnia del  4t Esquadró de Creuers (CS) a l'estació de la Xina, on va servir fins a l'inici de la Segona Guerra Mundial al setembre. A mitjans de novembre, el Gloucester i l'avís francès Rigault de Genouilly van ser assignats per patrullar l'oceà Índic entre Madagascar i les Seychelles en una recerca sense èxit del corsari alemany Admiral Graf Spee. Al desembre, va ser transferida a la Força I a Simonstown, Sud-àfrica, on va patrullar infructuosament l'Atlàntic Sud contra altres assaltants contra el comerç. El vaixell transportava un gran contingent de personal sud-africà secundat.

### A la Mediterrània
El vaixell va ser traslladat al 7è Esquadró de Creuers de la  Flota de la Mediterrània a Alexandria, Egipte, el maig de 1940. Uns dies després que Itàlia s'unís a la guerra el 10 de juny, el Gloucester i el seu vaixell germà, el Liverpool, van bombardejar Tobruk, enfonsant un petit dragamines auxiliar el dia 12. Diverses setmanes més tard, el 7è EC cobria diversos combois cap a i des de Malta quan els hidroavions britànics Short Sunderland van veure un comboi italià el dia 28. L'esquadró va rebre l'ordre d'interceptar el comboi, enfonsant el destructor Espero amb una prodigiosa despesa de municions.
El 7 de juliol, la flota mediterrània va fer una sortida per cobrir més combois de Malta, però els italians els van veure aquell vespre. L'endemà, una bomba llançada pels bombarders Savoia-Marchetti SM.79 va impactar el pont del vaixell, matant a l'instant 18 membres de la tripulació, inclòs el capità. Com a resultat de l'atac, el vaixell no va poder ser dirigit des del pont i va estar descontrolat durant un temps abans que la posició de govern de popa pogués prendre el control. Malgrat un pont inoperable, el vaixell va romandre amb la flota i va participar en la batalla de Calàbria el dia 9, encara que va rebre l'ordre d'allunyar-se de la línia de batalla per escortar el portaavions Eagle. Les reparacions es van completar a finals d'agost quan el Gloucester, ara assignat al  3r Esquadró de Creuers, va participar en l'operació Barrets. A finals de setembre, el vaixell va transportar 1.200 soldats a Malta, juntament amb el Liverpool. El Gloucester va passar la major part de la resta de l'any escortant combois cap a i des de Grècia i Malta, encara que va escortar el portaavions Illustrious durant la batalla de Tàrent l'11 de novembre i va transportar tropes al Pireu, Grècia, el 17.
L'11 de gener de 1941, mentre donaven suport a l'operació Excés (diversos combois coordinats), el Gloucester i el vaixell germà Southampton van ser atacats pels bombarders en picat Junkers Ju 87 "Stuka" del StG 2 mentre abandonaven Malta. El Gloucester va ser colpejat per una bomba de 250 quilos (550 lliures) que no va explotar després de penetrar a través de cinc cobertes. El Southampton va ser impactat per almenys dues bombes i es va incendiar; fortament danyat i sense energia elèctrica, el vaixell va ser enfonsat pels torpedes del creuer lleuger Orion.

### Batalla del cap Matapan
El 27 de març, el Gloucester, ara reassignat al 7è EC, va marxar del Pireu amb destinació a la badia de Souda, Creta com a part del pla del vicealmirall Andrew Cunningham per atrapar i destruir una gran part de la flota italiana que estava al mar en un intent. per interceptar combois britànics que operaven entre Grècia i Egipte. La intel·ligència de senyals britànica havia revelat el pla italià i Cunningham va intentar consolidar els seus vaixells, però es va retardar i va perdre la seva cita amb el 7è EC previst per a l'endemà al matí. Els italians van localitzar primer l'esquadró i la 3a divisió de creuers amb tres creuers pesats, escortats per tres destructors, van obrir foc a les 08:12 a molt llarg recorregut. Només el Gloucester va tornar el foc mentre els britànics intentaven desenganxar-se, però els italians van seguir, en contra de les ordres, quan l'almirall Angelo Iachino els va recordar a les 08:55. El 7è EC es va girar per observar la maniobra italiana i Iachino va intentar pinçar els creuers britànics entre la seva 3a divisió de creuers i el seu vaixell insígnia, el cuirassat Vittorio Veneto. Encara que el vicealmirall Henry Pridham-Wippell sabia que els italians tenien un cuirassat al mar, encara va ser agafat per sorpresa quan el Vittorio Veneto va obrir foc a les 10:55 sobre l'Orion. La 3a divisió de creuers es va incorporar poc després, però els problemes d'artilleria van afectar els italians i no van anotar cap cop contra els seus objectius principals, el Gloucester i l'Orion. Els vaixells britànics van col·locar cortines de fum i van girar cap al sud cap al cos principal de la flota mediterrània. Un atac infructuós dels torpediners del portaavions Formidable va persuadir Iachino de tornar enrere a les 11:40. El 7è EC va poder continuar la persecució aquella tarda després que un altre atac de torpediners danyés el Vittorio Veneto a les 15:20 i reduís la seva velocitat. Un atac posterior va paralitzar el creuer pesat Pola i el radar de l'Orion va captar el Pola, i els altres dos creuers pesats que havien estat enviats a la seva ajuda, a les 20:15. Els tres cuirassats de Cunningham van enfonsar ràpidament els tres creuers pesats a boca de canó més tard aquella nit.

### Enfonsament

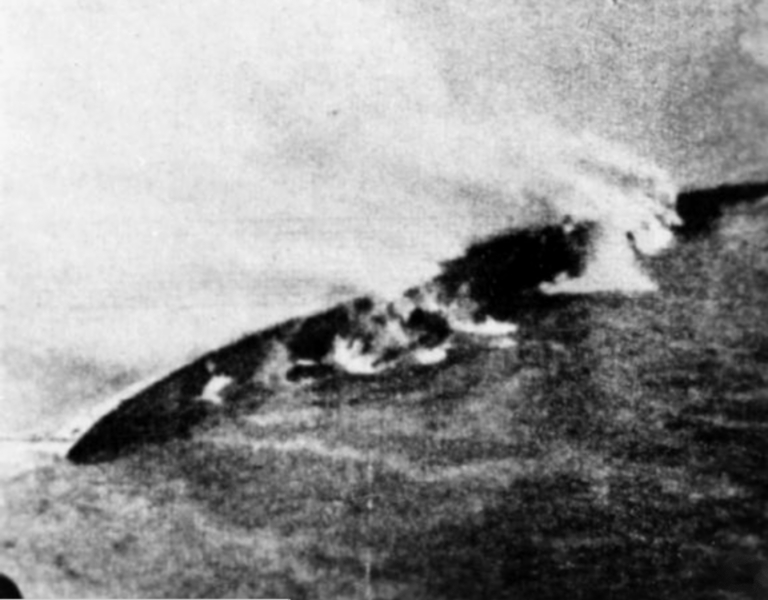
Fotografia presa per un aviador alemany enregistrant l'enfonsament del Gloucester davant de la costa de Creta, el 22 de maig de 1941

El Gloucester va bombardejar diversos objectius a Líbia durant l'abril. Després de cobrir un altre comboi cap a Malta, el vaixell, juntament amb els cuirassats Warspite, Valiant, i Barham, i diversos destructors, van atacar el port de Trípoli la nit del 20/21 d'abril amb cert èxit. A finals de mes, el vaixell va ser traslladat breument a la Força H a Gibraltar abans d'escortar un comboi cap a l'est fins a Malta i unir-se a la flota mediterrània a l'operació Tigre a principis de maig.
Per contrarestar la invasió alemanya de Creta, Cunningham va dividir la seva flota en diverses forces, que actuarien de manera independent per interceptar els transports marítims alemanys. Després que els paracaigudistes alemanys aterressin a Creta el 20 de maig, el Gloucester va ser assignat com a vaixell de comandament de la Força B i es va encarregar d'impedir qualsevol esforç per reforçar les forces alemanyes a l'illa. La Força B va rebre l'ordre de fer una patrulla nocturna entre el cap Elephonsi i el cap Matapan, però no es va trobar amb enemics i es va unir amb la Força A1 del contraalmirall Rawlings el matí del 21 de maig. Un comboi alemany i italià va ser albirat pel reconeixement aliat més tard aquell dia i les Forces B, C i D van rebre l'ordre d'interceptar i enfrontar-se, amb la Força D fent contacte a les 23:30.
La Força B va tornar a trobar cap vaixell naval enemic, però va ser atacada per cinquanta "Stuka" de VIII. Fliegerkorps a les 06:30 del 22 de maig, quan tornaven cap a l'oest per reunir-se amb Rawlings i Force A1. El Gloucester i el creuer lleuger Fiji van patir danys per accidents propers. La Força B va trobada amb la Força A1 i la Força D (contraalmirall Irvine Glennie) cap a les 08:30 i la força combinada va rebre l'ordre d'informar sobre els seus nivells de munició antiaèria d'angle alt a les 09:30. Dels creuers, l'Ajax només en tenia un 40%, l'Orion un 38%, el Fiji un 30%, Dido un 25% i el Gloucester només un 18%. L'Ajax, l'Orion i el Dido van rebre l'ordre de tornar a Alexandria amb la Força D de Glennie per rearmar-se, però el Gloucester i el Fiji es van quedar amb la Força A1 de Rawlings.
A les 12:25 la Força A1, estacionada entre 20 i 30 milles a l'oest d'Antikythera, va rebre una sol·licitud del contraalmirall Edward Leigh Stuart King per donar suport al Naiad danyat i la resta de la seva Força C. La Força A1 es va dirigir cap a l'est cap a l'estret de Kythira, trobant-se amb Força C entre les 13:30 i les 14:00. Com a almirall més alt, King va prendre el comandament, amb atacs aeris que ara causaven danys a ambdues forces. A les 14:02 i a les 14:07, respectivament, el Fiji i el Gloucester es van desplaçar per oferir suport antiaeri als destructors Kandahar i Kingston. Els dos destructors ja han rebut l'ordre de rescatar els supervivents del destructor Greyhound, que havia estat enfonsat a les 13:50. En un escrit després de la batalla, Cunningham va declarar que King desconeixia l'escassetat de munició antiaèria del Fiji i del Gloucester. A les 14:13 King i Rawlings van intercanviar missatges sobre l'escassetat de munició tant a la Força C com a la Força A1, i Rawlings va expressar la seva preocupació per les ordres donades al Gloucester i el Fiji. Després d'aquesta comunicació, King va emetre una ordre de retirar el Gloucester i el Fiji a les 14:57.
Mentre es trobaven a l'estret de Kythira, a unes 12 nmi (14 milles; 23 km) al nord de Creta, el Gloucester i el Fiji van ser atacats pels "Stuka" de StG 2. Entre les 15:30 i les 15:50, mentre intentava unir-se a la Força A1, Gloucester va ser impactada per diverses bombes i es va prendre la decisió de deixar-la enrere a causa dels atacs aeris. El Fiji, sota un fort foc, va deixar caure les bales quan passava pel Gloucester però no va poder aturar-se i va ser enfonsatt en poques hores.
La 5a Flotilla de Destructors, dirigida pel Kelly, va ser enviada per buscar supervivents tant del Gloucester com del Fiji al vespre, però va ser desviat per bombardejar els alemanys a l'aeròdrom de Maleme abans d'arribar a l'àrea de recerca. Finalment, els alemanys van recollir els supervivents i els van portar a Citera. Dels 807 homes a bord en el moment del seu enfonsament, només 85 van sobreviure per arribar a la costa; dos més van morir després de ser portats en captivitat, un el 1941 i un altre el 1945.
Les circumstàncies de l'enfonsament van ser presentades per un programa de la BBC. Segons això, l'enviament del Gloucester, sol i amb poca quantitat de combustible i munició antiaèria (menys del 20% restant), en perill va ser un "error greu". A més, el fet de no intentar rescatar els supervivents després de la foscor va ser "contrària a la pràctica habitual de la Marina". Un supervivent va comentar: " La tradició a l'Armada és que quan un vaixell s'enfonsa, un vaixell és enviat de tornada a recollir els supervivents a cobert de la foscor. Això no va passar i no sabem per què. Ens van recollir alemanys ". El 30 de maig de 1941, en una carta al primer lord del mar, Sir Dudley Pound, Cunningham va escriure: "La tornada del Gloucester i el Fiji al Greyhound va ser un altre error greu i ens va costar aquests dos vaixells. Estaven pràcticament sense munició, però encara que estiguessin plens crec que haurien desaparegut. El comandant de Fiji em va dir que el cel sobre Gloucester era negre d'avions."
Després de la pèrdua tant del Gloucester com del Fiji per atacs aeris després d'esgotar la seva munició antiaèria, es va ordenar a tots els creuers britànics que no permetessin que les seves reserves de munició antiaèria caiguessin per sota del 40%.
El naufragi del vaixell és un lloc controlat sota la Llei de protecció de restes militars de 1986. Entre els tripulants perduts hi havia l'antic futbolista de Southampton Norman Catlin.